# Antirrhea taygetina
Antirrhea taygetina é uma borboleta neotropical da família Nymphalidae e subfamília Satyrinae, descrita em 1868 e distribuída pelo Brasil (Amazônia) e Guianas, até a Bolívia. Visto por cima, o padrão básico da espécie apresenta asas de coloração castanha com dois ocelos ovalados, com pontuação branca em uma das extremidades (um terceiro ocelo ovalado, mais apagado, pode ser visto acima destes), nas asas anteriores e quatro pontuações esbranquiçadas nas asas posteriores. Vista por baixo, apresenta padronagem de folha seca.

## Hábitos
São borboletas que se alimentam de frutos em fermentação e que possuem voo baixo, pousando em folhagem seca e plantas do solo das florestas.[carece de fontes?]

## Subespécies
Antirrhea taygetina possui duas subespécies:
- Antirrhea taygetina taygetina - Descrita por Butler em 1868, de exemplar proveniente do Brasil.
- Antirrhea taygetina rodwayi - Descrita por Hall em 1939, de exemplar proveniente da Guiana.[5]